# Smętowo Graniczne (gromada)
Smętowo Graniczne – dawna gromada, czyli najmniejsza jednostka podziału terytorialnego Polskiej Rzeczypospolitej Ludowej w latach 1954–1972.
Gromady, z gromadzkimi radami narodowymi (GRN) jako organami władzy najniższego stopnia na wsi, funkcjonowały od reformy reorganizującej administrację wiejską przeprowadzonej jesienią 1954 do momentu ich zniesienia z dniem 1 stycznia 1973, tym samym wypierając organizację gminną w latach 1954–1972.
Gromadę Smętowo Graniczne z siedzibą GRN w Smętowie Granicznym utworzono – jako jedną z 8759 gromad na obszarze Polski – w powiecie starogardzkim w woj. gdańskim na mocy uchwały nr 23/III/54 WRN w Gdańsku z dnia 5 października 1954. W skład jednostki weszły obszary dotychczasowych gromad Bobrowiec i Smętowo Graniczne oraz miejscowość Smętówko z dotychczasowej gromady Kopytkowo ze zniesionej gminy Leśna Jania w tymże powiecie i województwie, a także miejscowości Czerwińsk, Luchowo, Smarzewo i Kulmaga z dotychczasowej gromady Ostrowite ze zniesionej gminy Nowe w powiecie świeckim w woj. bydgoskim. Dla gromady ustalono 15 członków gromadzkiej rady narodowej.
1 stycznia 1972 do gromady Smętowo Graniczne włączono obszar zniesionej gromady Leśna Jania w tymże powiecie.
Gromada przetrwała do końca 1972 roku, czyli do kolejnej reformy gminnej. 1 stycznia 1973 w powiecie starogardzkim w woj. gdańskim utworzono gminę Smętowo Graniczne (od 1999 w woj. pomorskim).